# Jánisz Damanákisz
Jánisz Damanákisz (görögül: Γιάννης Δαμανάκης; Haniá, 1952. október 2. –) görög válogatott labdarúgó.

## Pályafutása

### Klubcsapatban
Pályafutását szülővárosában az AO Haniá csapatában kezdte 1970-ben. Hat évvel később, 1976-ban a PAÓK szerződtette. Pályafutása nagy részét itt töltötte, 1976 és 1985 között 242 mérkőzésen lépett pályára és 16 gólt szerzett. 1985-ben görög bajnoki címet szerzett csapatával.

### A válogatottban
1977 és 1983 között 24 alkalommal szerepelt a görög válogatottban és 1 gólt szerzett. Részt vett az 1980-as Európa-bajnokságon.

## Sikerei
PAÓK
- Görög bajnok (1): 1984–85

## Külső hivatkozások
- Jánisz Damanákisz adatlapja a National-Football-Teams.com oldalon (angolul)

- Jánisz Damanákisz. eu-football.info